# James Bond-böckerna
James Bond-böckerna är samlingsnamnet på den serie böcker om den hemlige agenten James Bond, även känd som agent 007, som startades av den brittiske journalisten Ian Fleming 1953 med Casino Royale, och som snabbt blev en succé världen över.
Efter Flemings död 1964 har flera andra författare tagit över, i tur och ordning Kingsley Amis, John Gardner, Raymond Benson, Charlie Higson, Sebastian Faulks, Jeffery Deaver, William Boyd och Anthony Horowitz. Till dags dato har det givits ut ett femtiotal romaner och novellsamlingar. Precis som med James Bond-filmerna finns det flera försök att ge ut inofficiella romaner och noveller, och det finns även ett par romaner som bygger på olika Bond-filmer, både av officiella och andra författare.
Rättigheterna till böckerna ägs av Glidrose Productions, men fram till mitten av 1980-talet gavs böckerna ut i förstautgåva av Jonathan Cape. På svenska gavs böckerna ut av Bonniers förlag, även om den sista boken som gavs ut på svenska var Iskallt för 007 i början av 1980-talet. 2006 kom dock den första av Charlie Higsons böcker om den unge Bond i en svensk version.

## Historia
Sammanlagt skrev Fleming 14 böcker om James Bond, alla under sina semestrar i sitt hus Goldeneye på Jamaica. Flemings böcker fick sitt stora genombrott 1961 när president John F. Kennedy hade med en av böckerna (Kamrat Mördare) på sin tio-i-topp-lista. Böckerna ges fortfarande ut i nya upplagor.
Efter Flemings död har sammanlagt sex andra författare fått det officiella jobbet att skriva ytterligare böcker. Först funderade förlaget på att låta olika författare skriva varsin bok om James Bond under samma pseudonym. Det blev bara en, av Kingsley Amis, vars namn blev Överste Sun. Boken har inte filmatiserats. Stilmässigt är detta den bok som ligger närmast Flemings böcker av de efterföljande författarnas verk, med en exotisk miljö och ett sadistiskt äventyr.
Därefter skrev John Gardner femton böcker mellan 1981 och 1996. Gardner etablerade tidigt att hans Bond inte var densamma som Flemings Bond. Språket var inte lika detaljorienterat, platserna inte lika exotiska, och böckerna var avgjort färgade av filmerna med tekniska prylar och bilar, snarare än kamp man mot man. Ingen av hans böcker kommer någonsin att filmatiseras - det står i kontraktet.
Sedan hoppade Raymond Benson ombord och skrev 6 romaner. Benson är en amerikansk Bond-fantast, och hans böcker bröt än en gång med den litterära Bond-traditionen genom att frångå Gardners kontinuitet, och uppdatera Bond till 1990-talet. Bensons böcker kommer heller aldrig att filmatiseras. Däremot har Benson gjort romaner av de tre senaste filmerna.
Ian Fleming Publications skrev därefter kontrakt med Charlie Higson, och bokuniversumet har gjort en helomvändning. Higson ska skriva fem böcker om den unga James Bond. Den första boken i serien vid namn SilverFin kom ut runt om i världen i maj 2005. Den kom i svensk översättning från Tidens förlag under våren 2006. Därefter har Jeffery Deaver, William Boyd och Anthony Horowitz skrivit varsin James Bond-bok.

## Stil och inspirationskällor

### Flemings böcker
Böckerna (och filmerna) om James Bond har gått ifrån relativt realistiska spiondramer till science fiction. Flemings böcker är till stor del mörka, och saknar nästan helt fantastiska element och prylar. De har snarare etablerat formeln med unika skurkar, otroliga (men som Fleming uttryckte det "inte omöjliga") intriger, och fylliga kvinnor som ofta faller direkt för Bond - och som han faller lika fort för. Fleming har själv formulerat att hans böcker är till för varmblodiga heterosexuella, men det krävs ett lite sadistiskt sinnelag för att läsa om det stora antalet gånger som Bond blir torterad eller några i hans närhet blir plågade och dödade.
Fleming hade själv varit i den brittiska hemliga tjänsten under andra världskriget, och hämtade en del historier, personer och fakta därifrån. Men, som hängiven journalist, gjorde han mycket research. 
Stilen i de första böckerna lånade Fleming dels från den populära W. Somerset Maugham-romanen om den hemlige agenten Ashenden, dels från Bulldog Drummond-romanerna av pseudonymen Sapper. Men han gillade också romanerna om Fu Manchu, och det är inte svårt att se förebilden till Doktor Julius No i Döden på Jamaica.
Språkligt sett har Fleming föga förvånande drag av tidningsspråk, men han har också något som Bond-forskaren Kingsley Amis redan 1965 kallade Fleming-effekten eller Shertel-Sachsenberg-systemet: genom att ge många påhittade detaljer om en i övrigt orealistisk intrig blir den mer intressant och dessutom mer verklig. Fleming anklagades ibland för att hänfalla åt att göra resereportage över de platser som Bond besökte, och att det gjorde Bond för passiv.
Men några av de element som Flemings böcker kritiserats mest för är den kraftiga antikommunistiska tonen - i böckerna är det snarare ryssarna än S.P.E.C.T.R.E. som är skurkar, rasismen - se till exempel Leva och låta dö för en rättfram beskrivning av en brittisk 1950-talssyn på svarta människor (varje svart person i boken är antingen obildad, elak, eller både och), och inte minst homofobin - där fler än en skurk antyds vara homosexuell, och där ges ganska stereotypa drag, som att homosexuella män inte skulle kunna vissla.

### Övriga författare
Kingsley Amis eget försök att skriva en Bondbok, Överste Sun (1968), är mycket Flemingskt, och innehåller till och med ett resereportage över Grekland. Däremot märks det tydligt att framgången med Bondskurkarna bygger mycket på Flemings sätt att skriva, eftersom Överste Sun inte blir den motståndare som läsarna hade hoppats på.
John Gardners böcker utvecklades också efter författarens personlighet, men kanske främst efter Gardners inställning att figuren Bond inte var hans egen, och att han därmed tog lite avstånd från den omoderna kvinnoskildringen, Bonds vivör-personlighet, etc. Tillsammans med Gardners tilltagande tillit till mer realistiska intriger än till exempel Goldfingers plan att råna Fort Knox, blir hans böcker mindre känslosamma och mer formelbaserade. 
Trots att Gardner skrev fler böcker än Fleming har Gardners böcker rönt förvånansvärt lite litteraturkritisk granskning. De sammankopplas snarare med Frederick Forsyth och Tom Clancys technothriller-romaner än med Flemings nostalgiska äventyr.
De senare författarna, Raymond Benson och Charlie Higson har knappt studerats alls, bortsett från vanliga litteratursidor, där de fått mycket blandad kritik.
Sebastian Faulks fick i uppdrag att skriven en Bondbok i Ian Flemings stil lagom till 100-årsjubliléet av Flemings födelse. Det blev I djävulens tjänst.

## Flemings James Bond
Se även James Bond (figur)
Undantaget Charlie Higsons serie böcker om den unge James Bond, som började ges ut under 2005, är Bond en figur som inte åldras, ungefär som Tintin eller Miss Marple. Han är strax över 35 år gammal, i både böcker och filmer. Många Fleming-kännare menar att Fleming aldrig hade tänkt att skriva så många böcker, och att han därför så småningom blev tvungen att ändra på Bonds tidiga liv och ändra datum så att Bond skulle vara i en passande ålder. Med hjälp av olika ledtrådar i böckerna har Bonds ålder etablerats till 37 i Attentat till exempel medan Man lever bara två gånger antyder att han föddes 1924. Detta sätt att successivt skjuta fram Bonds födelse fortsätter i Amis, Gardners och Bensons böcker.

## Böckerna och filmerna
Alla Flemings romaner har inte blivit filmatiserade, däremot har varje bok en film som delar dess titel. Filmen Älskade Spion har till exempel ingen som helst koppling till boken, och följaktligen har inte heller bolaget bakom filmen någonsin hävdat att filmen skulle bygga på boken; de lånade helt enkelt en färgstark titel. Och även de som påstås bygga på en bok har ofta ytterst få kopplingar till den, annat än t.ex. namn på figurer.
Det första tydliga tecknet på att en Bondförfattare påverkats av en Bondfilm är Ian Fleming i I hennes majestäts hemliga tjänst, där han nämner Ursula Andress som var Bondbrud i den första Bondfilmen Agent 007 med rätt att döda. Och att han blev imponerad av Sean Connery, som var bördig från Skottland, att han lät James Bonds rötter förläggas till Skottland och få delar av sin utbildning på Fettes College, en internatskola i Edinburgh.

## Bond i tabellform
Följande är en översikt över James Bond-böckerna, efter en modell som utarbetades av Kingsley Amis.
| Titel                                                               | År   | Författare       | Skurk                              | Bondbrud                |
| ------------------------------------------------------------------- | ---- | ---------------- | ---------------------------------- | ----------------------- |
| Casino Royale (Casino Royale)                                       | 1953 | Ian Fleming      | Le Chiffre                         | Vesper Lynd             |
| Leva och låta dö (Live And Let Die)                                 | 1954 | Ian Fleming      | Mr Big                             | Solitaire               |
| Attentat (Moonraker)                                                | 1955 | Ian Fleming      | Sir Hugo Drax                      | Gala Brand              |
| Döden spelar falskt (Diamonds Are Forever)                          | 1956 | Ian Fleming      | Seraffimo Spang, Rufus Spang       | Tiffany Case            |
| Kamrat Mördare (From Russia, With Love)                             | 1957 | Ian Fleming      | Rosa Klebb, Donovan Grant          | Tatiana Romanova        |
| Döden på Jamaica (Dr. No)                                           | 1958 | Ian Fleming      | Doktor Julius No                   | Honeychile Rider        |
| Goldfinger (Goldfinger)                                             | 1959 | Ian Fleming      | Auric Goldfinger                   | Pussy Galore            |
| Den försvunna ordonnansen                                           | 1960 | Ian Fleming      | ej namngiven organisation          | Mary Ann Russell        |
| M:s privata hämnd                                                   | 1960 | Ian Fleming      | von Hammerstein                    | Judy Havelock           |
| Den riskiga affären                                                 | 1960 | Ian Fleming      | Kristatos                          | Lisl Baum               |
| Hildebrandrariteten                                                 | 1960 | Ian Fleming      | Milton Krest                       | Fidele Barbey           |
| Åskbollen (Thunderball)                                             | 1961 | Ian Fleming      | Ernst Stavro Blofeld, Emilio Largo | Domino Vitale           |
| Älskade spion (The Spy Who Loved Me)                                | 1962 | Ian Fleming      | Sluggsy Marant, Sol Horowitz       | Vivienne Michel         |
| I hennes majestäts hemliga tjänst (On Her Majesty's Secret Service) | 1963 | Ian Fleming      | Ernst Stavro Blofeld               | Tracy di Vicenzo        |
| Man lever bara två gånger (You Only Live Twice)                     | 1964 | Ian Fleming      | Ernst Stavro Blofeld               | Kissy Suzuki            |
| Mannen med den gyllene pistolen (The Man With the Golden Gun)       | 1965 | Ian Fleming      | Francisco Scaramanga               | Mary Goodnight          |
| Octopussy (Octopussy and the Living Daylights)                      | 1966 | Ian Fleming      | Dexter Smythe                      | ingen                   |
| Spionen från öst                                                    | 1966 | Ian Fleming      | Trigger                            | Trigger                 |
| Property of a lady                                                  | 1966 | Ian Fleming      | Piotr Malinowski                   | ingen                   |
| Överste Sun (Colonel Sun)                                           | 1968 | Robert Markham   | Sun Liang-tan                      | Ariadne Alexandrou      |
| Med rätt att döda (Licence Renewed)                                 | 1981 | John Gardner     | Anton Murik                        | Lavender Peacock        |
| Specialuppdrag för 007 (For Special Services)                       | 1982 | John Gardner     | Nena Blofeld                       | Cedar Leiter            |
| Iskallt för 007 (Icebreaker)                                        | 1983 | John Gardner     | Konrad von Glöda                   | Paula Vacker            |
| Role of honour (Role Of Honour)                                     | 1984 | John Gardner     | Jay Autem Holy                     | Percephone Proud        |
| Nobody Lives For Ever (Nobody lives forever)                        | 1986 | John Gardner     | Tamil Rahani                       | Sukie Tempesta          |
| No deals, Mr Bond (No Deals, Mr Bond)                               | 1987 | John Gardner     | Kolya Chernov                      | Ebbie Heritage          |
| Scorpius (Scorpius)                                                 | 1988 | John Gardner     | Vladimir Scorpius                  | Harriet Horner          |
| Win, lose or die (Win, Lose, Or Die)                                | 1989 | John Gardner     | Bassam Baradj                      | Beatrice Maria da Ricci |
| Tid för hämnd (Licence to Kill)                                     | 1989 | John Gardner     | Franz Sanchez                      | Pam Bouvier             |
| Brokenclaw (Brokenclaw)                                             | 1990 | John Gardner     | Brokenclaw Lee                     | Chi-Chi                 |
| The man from Barbarossa (The Man From Barbarossa)                   | 1991 | John Gardner     | Yevgeny Yuskovich                  | Stephanie Adoré         |
| Death is forever (Death is Forever)                                 | 1992 | John Gardner     | Wolfang Weisen                     | Elizabeth Zara St John  |
| Never send flowers (Never Send Flowers)                             | 1993 | John Gardner     | David Dragonpol                    | Flicka von Grüsse       |
| Seafire (Seafire)                                                   | 1994 | John Gardner     | Sir Maxwell Tarn                   | Flicka von Grüsse       |
| Cold (Cold)                                                         | 1996 | John Gardner     | ?                                  | ?                       |
| Zero minus ten (Zero Minus Ten)                                     | 1997 | Raymond Benson   | ?                                  | ?                       |
| The facts of death                                                  | 1998 | Raymond Benson   | ?                                  | ?                       |
| High time to kill                                                   | 1999 | Raymond Benson   | ?                                  | ?                       |
| Doubleshot                                                          | 2000 | Raymond Benson   | ?                                  | ?                       |
| Never dream of dying                                                | 2001 | Raymond Benson   | ?                                  | ?                       |
| The man with the red tattoo                                         | 2002 | Raymond Benson   | ?                                  | ?                       |
| Silverfena (Silverfin)                                              | 2005 | Charlie Higson   | ?                                  | ?                       |
| Blodsfeber (Blood Fever)                                            | 2006 | Charlie Higson   | ?                                  | ?                       |
| Double or Die                                                       | 2007 | Charlie Higson   | ?                                  | ?                       |
| Hurricane Gold                                                      | 2007 | Charlie Higson   | ?                                  | ?                       |
| I djävulens tjänst (Devil May Care)                                 | 2008 | Sebastian Faulks | Dr. Julius Gorner                  | ?                       |
| By Royal Command                                                    | 2008 | Charlie Higson   | ?                                  | ?                       |
| Carte Blanche                                                       | 2011 | Jeffery Deaver   | ?                                  | ?                       |
| Solo                                                                | 2014 | William Boyd     | ?                                  | ?                       |
| Trigger Mortis                                                      | 2015 | Anthony Horowitz | ?                                  | ?                       |
| Forever and a Day                                                   | 2018 | Anthony Horowitz | ?                                  | ?                       |
| With a Mind to Kill                                                 | 2022 | Anthony Horowitz | ?                                  | ?                       |
| On His Majesty's Secret Service                                     | 2023 | Charlie Higson   | ?                                  | ?                       |

## Trivia
Agatha Christie-novellen Rajahns smaragd (som finns med i novellsamlingen The Listerdale Mystery från 1934) inleds på följande sätt: "With a serious effort James Bond bent his attention once more on the little yellow book in his hand.  On its outside the book bore the simple but pleasing legend, 'Do you want your salary increased by £300 per annum?'". Denna berättelses James Bond har dock inget annat gemensamt med Flemings figur än namnet.